# Vlasi, Pirot
Vlasi (izvirno srbsko Власи) je naselje v Srbiji, ki upravno spada pod Občino Pirot; slednja pa je del Pirotskega upravnega okraja.

## Demografija
V naselju živi 71 polnoletnih prebivalcev, pri čemer je njihova povprečna starost 69,7 let (66,8 pri moških in 72,1 pri ženskah). Naselje ima 46 gospodinjstev, pri čemer je povprečno število članov na gospodinjstvo 1,54.
|  |

| Demografija | Demografija     | Demografija     |
| Leto        | Št. prebivalcev | Št. prebivalcev |
| ----------- | --------------- | --------------- |
|             |                 |                 |
|             |                 |                 |
|             |                 |                 |
|             |                 |                 |
| 1948        | 710             |                 |
| 1953        | 732             |                 |
| 1961        | 527             |                 |
| 1971        | 269             |                 |
| 1981        | 188             |                 |
| 1991        | 138             | 138             |
| 2002        | 78              | 71              |
|             |                 |                 |

| Etnična sestava po popisu iz leta 2002 | Etnična sestava po popisu iz leta 2002 | Etnična sestava po popisu iz leta 2002 | Etnična sestava po popisu iz leta 2002 | Etnična sestava po popisu iz leta 2002 |
| -------------------------------------- | -------------------------------------- | -------------------------------------- | -------------------------------------- | -------------------------------------- |
| Srbi                                   | Srbi                                   |                                        | 26                                     | 36,61%                                 |
| Bolgari                                | Bolgari                                |                                        | 26                                     | 36,61%                                 |
| Neznano                                | Neznano                                |                                        | 19                                     | 26,76%                                 |